# Малый Талдыколь (озеро, Фёдоровский район)
Малый Талдыколь (каз. Кіші Талдыкөл) — озеро в Фёдоровском районе Костанайской области Казахстана. Находится в 8 км к северо-западу от села Малороссийка, ранее совхоз Украинский.
По данным топографической съёмки 1944 года, площадь поверхности озера составляет 1,56 км². Наибольшая длина озера — 2,2 км, наибольшая ширина — 1,2 км. Длина береговой линии составляет 5,4 км, развитие береговой линии — 1,21. Озеро расположено на высоте 213,3 м над уровнем моря (по другим данным — 211,9 метра).